# The Wild Dreams Tour
The Wild Dreams Tour hay The Hits Tour, ban đầu có tên Stadiums in the Summer Tour, là chuyến lưu diễn hòa nhạc đang diễn ra của ban nhạc pop Ireland Westlife. Ban đầu nó được lên kế hoạch bắt đầu vào 17 tháng 6, 2020 tại Scarborough, Anh ở Scarborough Open Air Theatre. Tuy nhiên, chuyến lưu diễn sau đó bị hoãn do đại dịch COVID-19. Ban nhạc đã thay đổi lịch trình, như ở Wembley Stadium, Cork và Scarborough sang 2022.

## Danh sách trình diễn
Danh sách trình diễn này diễn ra vào 8 và 9 tháng 7, 2022 tại Aviva Stadium. Nó không đại diện cho tất cả các ngày trong chuyến lưu diễn.
1. "Starlight"
2. "Uptown Girl"
3. "When You're Looking Like That"
4. "Fool Again"
5. "If I Let You Go"
6. "My Love"
7. "Swear It Again"
8. ABBA Medley: "Mamma Mia" / "Gimme Gimme Gimme" / "Money Money Money" / "Take a Chance on Me" / "I Have a Dream" / "Dancing Queen" / "Waterloo" / "Thank You for the Music"
9. "What About Now"
10. "Mandy"
11. Liên khúc: "What Makes a Man" / "Queen of My Heart" / "Unbreakable" / "I'm Already There"
12. "World of Our Own" (gồm vài đoạn từ "Crazy In Love")
13. "Flying Without Wings"

Thêm
1. "Hello My Love"
2. "You Raise Me Up"

Danh sách trình diễn này diễn ra vào 8 và 9 tháng 9, 2023 tại Mercedes-Benz Arena. Nó không đại diện cho tất cả các ngày trong chuyến lưu diễn.
1. "Starlight"
2. "When You're Looking Like That"
3. "Fool Again"
4. "If I Let You Go"
5. "I Lay My Love on You"
6. "Home"
7. "Swear It Again"
8. "What About Now"
9. "Mandy"
10. "What Makes a Man"
11. "Queen of My Heart"
12. "Uptown Girl"
13. "Nothing's Gonna Change My Love for You"
14. "Seasons in the Sun"
15. "Beautiful World"
16. "World of Our Own" (gồm vài đoạn từ "Crazy In Love")
17. "Flying Without Wings"

Thêm
1. "Hello My Love"
2. "My Love"
3. "You Raise Me Up"

## Nhân sự

### Giọng hát
- Nicky Byrne
- Kian Egan
- Mark Feehily
- Shane Filan

### Ban nhạc
- Simon Ellis – keyboard / đạo diễn âm nhạc
- Phil Short – guitar
- Dishan Abrahams – bass
- Julien Brown – trống